# Таратута Дмитро Олегович
Дмитро́ Оле́гович Тарату́та — капітан Збройних сил України, учасник російсько-української війни, що відзначився в ході російського вторгнення в Україну. Герой України (2024).

## Життєпис
Мешканець м. Кропивницький.
Брав участь в антитерористичній операції та операції Об'єднаних сил на сході України.
Після початку російського вторгнення в Україну служить у складі Збройних сил України. Завдяки його мужності та професіоналізму знищено значну кількість окупантів і ворожої техніки.

## Нагороди
- Звання Герой України з врученням ордена «Золота Зірка» (26 липня 2024) — за особисту мужність і героїзм, виявлені у захисті державного суверенітету та територіальної цілісності України, самовіддане служіння Українському народові[2];
- орден Богдана Хмельницького III ступеня (13 квітня 2022) — за особисту мужність і самовіддані дії, виявлені у захисті державного суверенітету та територіальної цілісності України, вірність військовій присязі[3].